# Power Le Poer Trench
 (juin 2023).
Power Le Poer Trench (1770–1839) est un membre du clergé anglican de l'Église d'Irlande. Il est évêque de Waterford et Lismore, puis évêque d'Elphin et enfin archevêque de Tuam.

## Biographie
Il est le deuxième fils de William Trench, 1er comte de Clancarty, et le frère cadet de Richard Trench, 2e comte de Clancarty. Né à Sackville Street, Dublin, le 10 juin 1770, il fait d'abord ses études dans une école préparatoire à Putney, d'où il va pendant une courte période à Harrow School, puis à l'académie de M. Ralph à Castlebar, dans le voisinage immédiat de sa maison. Trench s'inscrit au Trinity College de Dublin le 2 juillet 1787, où son tuteur est Matthew Young, ensuite évêque de Clonfert et Kilmacduagh, et obtient son BA le 13 juillet 1791. Plus tard dans la même année (27 novembre), Trench est ordonné diacre et, après avoir reçu la prêtrise le 24 juin 1792, il est intronisé le même mois au bénéfice de Creagh. L'année suivante (5 novembre 1793), il est présenté au bénéfice de Rawdenstown, comté de Meath. Il obtient le droit d'occuper les deux cures ensemble et combine cela avec l'activité d'agent sur le domaine de Galway de son père. Trench est un homme d'une grande force physique et un bon cavalier, et il conserve un penchant pour les sports de plein air jusqu'à la fin de ses jours. Pendant la rébellion irlandaise de 1798, il est capitaine dans la yeomanry locale levée par son père pour résister à l'armée d'invasion française d'Humbert.
En 1802, Trench est nommé au siège de Waterford, succédant à Richard Marlay, et est consacré le 21 novembre 1802. En 1810, il est transféré à l'évêché d'Elpin et, à la mort de l'archevêque Beresford, est le 4 octobre 1819 nommé au siège archiépiscopal de Tuam. En mai 1834, à la mort de James Verschoyle, les sièges unis de Killala et d'Achonry sont, en vertu des dispositions de l'Irish Church Temporalities Act, ajoutés à la charge de Trench. Par le même acte, l'archidiocèse de Tuam est réduit, à la mort de Trench, à un évêché ordinaire.
Dans l'histoire de l'église irlandaise, Trench est connu pour son activité dans la promotion du remarquable mouvement évangélique dans l'ouest de l'Irlande qui est connu dans le Connaught sous le nom de Seconde Réforme, et qui, principalement par l'intermédiaire de l'Irish Society, est un effort vigoureux pour gagner des convertis au protestantisme. De 1818 à sa mort, Trench est président de l'Irish Society. Les controverses religieuses dans lesquelles il s'est impliqué n'ont en rien altéré la remarquable popularité personnelle parmi ses voisins catholiques romains. Ayant des opinions bien arrêtées sur l'importance primordiale de la " bible ouverte ", Trench est un farouche opposant au système mixte d'éducation nationale fondé par Lord Derby et est l'un des fondateurs de la Church Education Society. Trench est un homme au caractère fort et magistral et, pendant les vingt années de son archiépiscopat, il est l'une des figures les plus importantes de l'Irlande de son époque.
Il meurt le 26 mars 1839. Trench épouse, le 29 janvier 1795, sa cousine Anne, fille de Walter Taylor de Castle Taylor, Comté de Galway. Par elle, il a deux fils, William et Power, et six filles. Elizabeth, sa troisième fille, épouse le capitaine Henry Gascoyne en 1830. Une autre fille Anne épouse James O'Hara, député de Galway en 1823.